# دياني ويليس
دياني ويليس (بالإنجليزية: Diane Willis)‏ هي مذيعة أخبار وصحفية أمريكية، ولدت في 4 يوليو 1948.